# Atelopus siranus
Atelopus siranus és una espècie d'amfibi anur de la família dels gripaus (bufònids). És endèmica de la regió muntanyenca de Sira, a la selva central del Perú. La seva distribució és molt restringida, habitant solament les zones més altes de la serra, a uns 2400 msnm en selva nuvolosa. Solament s'han trobat 2 mascles, i porta sense haver-hi un registre d'aquesta espècie des de 1988, encara que és una zona molt inaccessible i amb prou feines explorada. Es desconeix l'ecologia de l'espècie i el seu estat poblacional.
Mesura entre 22 i 23 mm. El dors és de color fosc amb un clapejat groc. El ventre i els palmells de les potes són de color taronja i la superfície ventral de les potes segueix el mateix patró que el dors. A les dues espècies que més s'assembla és a A. erythropus i a A. tricolor.